# Équipe des Pays-Bas de curling
L'équipe de Pays-Bas de curling est la sélection qui représente la Pays-Bas dans les compétitions internationales de curling.
En 2017, l'équipe nationale est classée comme nation numéro 15 chez les hommes et 21 chez les femmes.

## Palmarès et résultats

### Palmarès masculin
Titres, trophées et places d'honneur
- Jeux Olympiques : aucune participation
- Championnats du monde depuis 2017 (2 participation(s))
  - Meilleur résultat : 11ème pour : Championnats du monde Hommes - Round Robin
- Championnats d'Europe Hommes depuis 2010 (3 participation(s))
  - Meilleur résultat : 6ème pour : Championnats d'Europe Hommes - Round Robin

### Palmarès féminin
Titres, trophées et places d'honneur
- Jeux Olympiques : aucune participation
- Championnats du monde depuis 2006 (1 participation(s))
  - Meilleur résultat : 12ème pour : Championnats du monde Femme - Round Robin
- Championnats d'Europe depuis 2005 (4 participation(s))
  - Meilleur résultat : 7ème pour : Championnats d'Europe Femmes - Round Robin

### Palmarès mixte
Titres, trophées et places d'honneur
- Jeux Olympiques : aucune participation
- Championnat du Monde Doubles Mixte depuis 2017 (1 participation(s))
  - Meilleur résultat : 8ème pour : Championnat du Monde Doubles Mixte - Groupe C

### Palmarès curling en fauteuil
- aucune participation